# Laborie
Laborie ist ein Dorf an der Südküste der Insel St. Lucia und Hauptort des gleichnamigen Quarters Laborie. Ursprünglich wurde der Ort l’Islet a Caret, nach den in der Region vorgefundenen Unechten Karettschildkröten, genannt. Der Name Laborie leitet sich von Baron de Laborie ab, der zwischen 1784 und 1789 französischer Gouverneur auf St. Lucia gewesen war. Zu dieser Zeit hatte das Dorf eine Bevölkerung von 91 Weißen, 12 freien Farbigen und 609 Schwarzen. Im Jahre 1814 wurde St. Lucia von den Briten in Besitz genommen. Gleichwohl blieben viele der französischen Ansiedler in Laborie.
Im Jahr 1838 wurde die erste Schule eröffnet. Zu Ehren der Gründerin und ersten Direktorin, Lady Mico Trust, wurde sie Mico-Schule genannt. Sie wurde durchschnittlich von 80 Schülern besucht und im Jahr 1891 geschlossen, da in diesem Jahr eine katholische Schule eröffnet wurde.
Im Jahr 1907 wurde die aus dem 18. Jahrhundert stammende Kirche durch eine größere ersetzt. Diese wurde im Jahr 1914 fertiggestellt.
Laborie ist Partnergemeinde von Les Anses-d’Arlet auf Martinique.